# Ingert Hoffman
Ingert Glasman tidigare Ingert Hoffman, född 30 augusti 1932, är en svensk sångare främst verksam på 1950-talet. 
Ingert Hoffman började, som anställd vid Posten, i kören Postflickorna som solist. Hon var även solist i ett radioprogram med Egon Kjerrmans orkester. Repertoaren bestod av dansmusik och gamla evergreens (de flesta översatta till svenska), och hon uppträdde bland annat på nattklubben Embassy på Sturegatan. Hon medverkade i en mängd inspelningar, först med Postflickorna men sedan som solist.
I oktober 2012 blev Ingert Glasman åter aktuell på scen i Carmina Burana på Folkoperan i Stockholm. Föreställningen har nypremiär i oktober 2014.

## Diskografi

### 78-varvare
- 1954 (november, debutinspelningen): 
  - Äntligen (Sway) Nils Weingards orkester
  - I min blå landå (I'm a fool to care) / Nils Weingards orkester

- 1955
  - Bli kär (Sweet and gentle) / Karl-Olof Finnbergs orkester
  - Du ska få en ringfingerring av mej (Marieta) / Karl-Olof Finnbergs orkester
  - I ett litet krypinn uppå vinn' / Karl-Olof Finnbergs orkester
  - Lilla dumbom (Kleines Dummchen) / Karl-Olof Finnbergs orkester
  - Mambo mambo ge mej månen (Mambo in the moonlight) / Star singers / Karl-Olof Finnbergs orkester
  - Sim-sala-bim / Star singers / Karl-Olof Finnbergs orkester
  - Under samma himmel (Complainte de la Butte) / Karl-Olof Finnbergs orkester
  - Varför inte Nini? (La valse à Nini) / Karl-Olof Finnbergs orkester
- 1956
  - Den vackra tvätterskan (Les lavandières du Portugal) / Charles Redlands (och/eller Lennart Ahlboms?) orkester
  - Det som sker det sker (Que Sera Sera) / Lennart Ahlboms orkester
  - För ung för Paris (Paris Canaille) / Lennart Ahlboms orkester
  - Gatans sång (Canzone de due soldi) / Charles Redlands (och/eller Lennart Ahlboms?) orkester
  - Handklaver och kärlek / Karl-Olof Finnbergs orkester
  - I morrn är våren här / Karl Olof Finnbergs orkester
  - Jag tar dej för kärlekens skull (The Great pretender) / Karl-Olof Finnbergs orkester
  - Senor Amour (Lisbon Antigua) / Karl-Olof Finnbergs orkester
- 1957
  - Camarero
  - En blyg liten blå viol
  - En grabb i Neapel
  - Försök med mej / Karl-Olof Finnbergs orkester
  - Hon sa' (Tant Amaia) / Karl-Olof Finnbergs orkester
  - Kärlek nål och tråd (Needle and thread)
  - Lilla svala kan du svara
  - Marianne
- 1958
  - Chella lla - Hon den där
  - Fågelkvitter
  - Första gången
  - Hon bara sa si-si
  - I det blå  (Nel blu, dipinto di blu) / Karl-Olof Finnbergs orkester
  - Lazzarella
  - Marcellino / Karl-Olof Finnbergs orkester
  - Malaguena / Karl-Olof Finnbergs orkester
  - Patricia
  - Piccolissima serenata
  - Sugartime / Karl-Olof Finnbergs orkester
  - Så ensam så länge
  - Torero
  - Vals intim / Karl-Olof Finnbergs orkester
- 1959
  - Den enda i världen / Leif Kronlunds orkester
  - Goodbye Jimmy, goodbye
  - Kyss mej honey honey, kyss mej (Kiss me honey honey, kiss me) / Leif Kronlunds orkester
  - La strada del'amore
  - Nya fågelsången / Leif Kronlunds orkester
  - Piove (Ciao ciao bambina) / Leif Kronlunds orkester
  - Signore
  - Venus